# The War in Heaven
The War in Heaven es un videojuego de acción en primera persona de 1999 desarrollado por Eternal Warriors y publicado por Valusoft para Windows. El juego está basado en la serie de novelas de fantasía cristiana del mismo nombre de Theodore Beale.

## Jugabilidad
The War in Heaven es un juego de acción en primera persona con temática cristiana ambientado en un mundo de fantasía pseudomedieval donde los jugadores se enfrentan a monstruos con cuernos que sisean y empuñan espadas y otras armas. La jugabilidad es sencilla y hay una selección limitada de armas y niveles. Muchos de los nombres de los personajes están tomados de la Biblia.
Los jugadores pueden elegir seguir el "Sendero Divino de la Obediencia" y convertirse en un ángel, lo que les permite ascender 12 niveles hasta el Cielo. Alternativamente, el jugador puede optar por el "Sendero Caído del Poder", seguir a Lucifer, convertirse en un demonio y luchar contra los ángeles.

## Desarrollo
El juego fue desarrollado por Eternal Warriors, una empresa fundada en 1996.

## Recepción
Mike Musgrove de The Washington Post afirmó en su reseña del juego que "hay más actividad en la escuela dominical que en este juego".

### Ventas
El juego vendió 4.000 copias en marzo de 2000 y posteriormente 10.000 ejemplares en octubre de 2000.